# Aïn Tolba
Aïn Tolba (em árabe: عين الطلبة) é um município localizado na província de Aïn Témouchent, no noroeste da Argélia. Em 2010, sua população era de 12 933 habitantes.